# Bugatti 16C Galibier
Bugatti 16C Galibier je koncept automobilky Bugatti Automobiles, dceřiné společnosti Volkswagen Group. Koncept vznikl v roce 2009. Mělo se jednat o čtyřmístnou limuzínu se zrychlením 0-100 za 3 vteřiny a maximální rychlostí okolo 380 km/h a s pohonem všech kol. Měl se začít vyrábět v roce 2013, ale vedení firmy ho nechalo přepracovat a plánovala se výroba až na rok 2015, očekávaná cena byla asi 40 milionů Kč

## Název
Název vozu odkazuje na sedan Bugatti T57 Galibier z roku 1934 a také na alpský průsmyk Col du Galibier. Označení „16C“ znamená 16válcový motor.